# North Glengarry
North Glengarry es un municipio canadiense situado en la provincia de Ontario.

## Superficie
North Glengarry tiene una superficie de 643,4 km².

## Demografía
En 2021, tenía 10 144 habitantes, una densidad poblacional de 15,8 hab./km², y 4714 viviendas.